# Егенолф III фон Раполтщайн
Егенолф III фон Раполтщайн (на немски: Egenolf III von Rappoltstein; * 22 август 1527; † 4 септември 1585) е граф и господар на Раполтщайн (днес Рибовил) и Рибопиер в Елзас.
Той е син на граф Улрих фон Раполтщайн (* 1495; † 25 юли 1531) и съпругата му Анна Александрия фон Фюрстенберг (* 18 февруари 1504; † 11 май 1581), дъщеря на граф Волфганг I фон Фюрстенберг (1465 – 1509) и Елизабет фон Золмс-Браунфелс (1469 – 1540). Брат е на Елизабет (1523 – 1577), омъжена на 3 октомври 1541 г. за Йохан Ханс V фон Хайдек (1500 – 1554), и на Йохана (1525 – 1569), омъжена на 6 ноември 1543 г. за Георг IV фон Валдбург-Волфег-Цайл (1523 – 1556/1557).

## Фамилия
Егенолф III фон Раполтщайн се жени на 15 ноември 1545 г. за Елизабет фон Сайн (* 1529; † 9 септември 1557), дъщеря на граф Йохан V фон Сайн (1493 – 1529) и графиня Отилия фон Насау-Саарбрюкен (1492 – 1554). Те имат децата:
- дете (1550 – 1550)
- Мария фон Раполтщайн (* 5 юли 1551; † 15 октомври 1571), омъжена на 23 май 1569 г. в Раполтсвайлер за граф Хайнрих фон Изенбург-Ронебург (1537 – 1601)
- Фелицитас (1556 – 1556)
- дете (*/† 9 септември 1557)

Егенолф III фон Раполтщайн се жени втори път на 22 август 1558 г. за Мария фон Ербах (* 27 януари 1541; † 7 декември 1606), дъщеря на граф Еберхард XII фон Ербах (1511 – 1564) и Маргарета фон Даун (1521 – 1576). Те имат осем деца:
- Елизабет фон Раполтщайн (* 7/17 юли 1559 – ?)
- Катарина фон Раполтщайн (* 28 август 1560; † 1561)
- Барбара фон Раполтщайн (* 25 юни 1562; † 28 юли 1562)
- Улрих фон Раполтщайн (* 29 юли 1563; † 1564)
- Анна Александрия фон Раполтщайн (* 1565; † 9 април 1610), омъжена за фрайхер Филип Волфганг фон Флекенщайн-Дагщул (* пр. 1574; † 1618)
- Барбара фон Раполтщайн (* 6 декември 1566; † 25 ноември 1621), омъжена 1584 г. за Якоб фон Хоенгеролдсек (* 21 юли 1565; † 26 юли 1634)
- Еберхард Георг Фридрих фон Раполтщайн (* 12 март 1570 в Словакия; † 27 август 1637 в Страсбург), граф и господар на Раполтщайн (1585 – 1637), женен I. на 1 декември 1589 г. за Анна фон Залм-Кирбург-Мьорхинген (* 1572; † 25 август 1608); II. на 22 октомври 1609 г. в Бирленбах за Агата фон Золмс-Лаубах (* 16 септември 1585; † 13 ноември 1648)
- Агата фон Раполтщайн (* 22 септември 1572; † 1573)